# Le Quesnel
Le Quesnel [lə kenɛl] est une commune française située dans le département de la Somme, en région Hauts-de-France.

## Géographie

### Localisation
Le Quesnel est un village picard de l'Amiénois et de la région naturelle du Santerre.
À vol d'oiseau, la localité est située à 7 km au sud-ouest de Rosières-en-Santerre, 10 km à l'est de Moreuil, 15 km au nord-est de Montdidier, 15 km au nord-ouest de Roye, 17 km au sud-est de Corbie, 27 km au sud-est d'Amiens et à 48 km au sud-ouest de Saint-Quentin.
Le territoire de la commune est limitrophe de ceux de huit communes.
Les communes limitrophes sont Arvillers, Beaucourt-en-Santerre, Beaufort-en-Santerre, Caix, Cayeux-en-Santerre, Folies, Fresnoy-en-Chaussée et Hangest-en-Santerre.

### Géologie et relief
Le sol de la commune est constitué pour une large part par le limon des plateaux reposant sur un terrain du crétacé affleurant à l'ouest et au nord-ouest de la commune dans la vallée se dirigeant vers la Luce.
Le relief de la commune est celui d'un plateau, le Santerre, culminant à 95 m d'altitude, traversé par un vallon qui se termine a Cayeux-en-Santerre. Un autre vallon au nord-est se termine à Caix.

### Hydrographie
La commune est située dans le bassin Artois-Picardie. Elle n'est drainée par aucun cours d'eau.

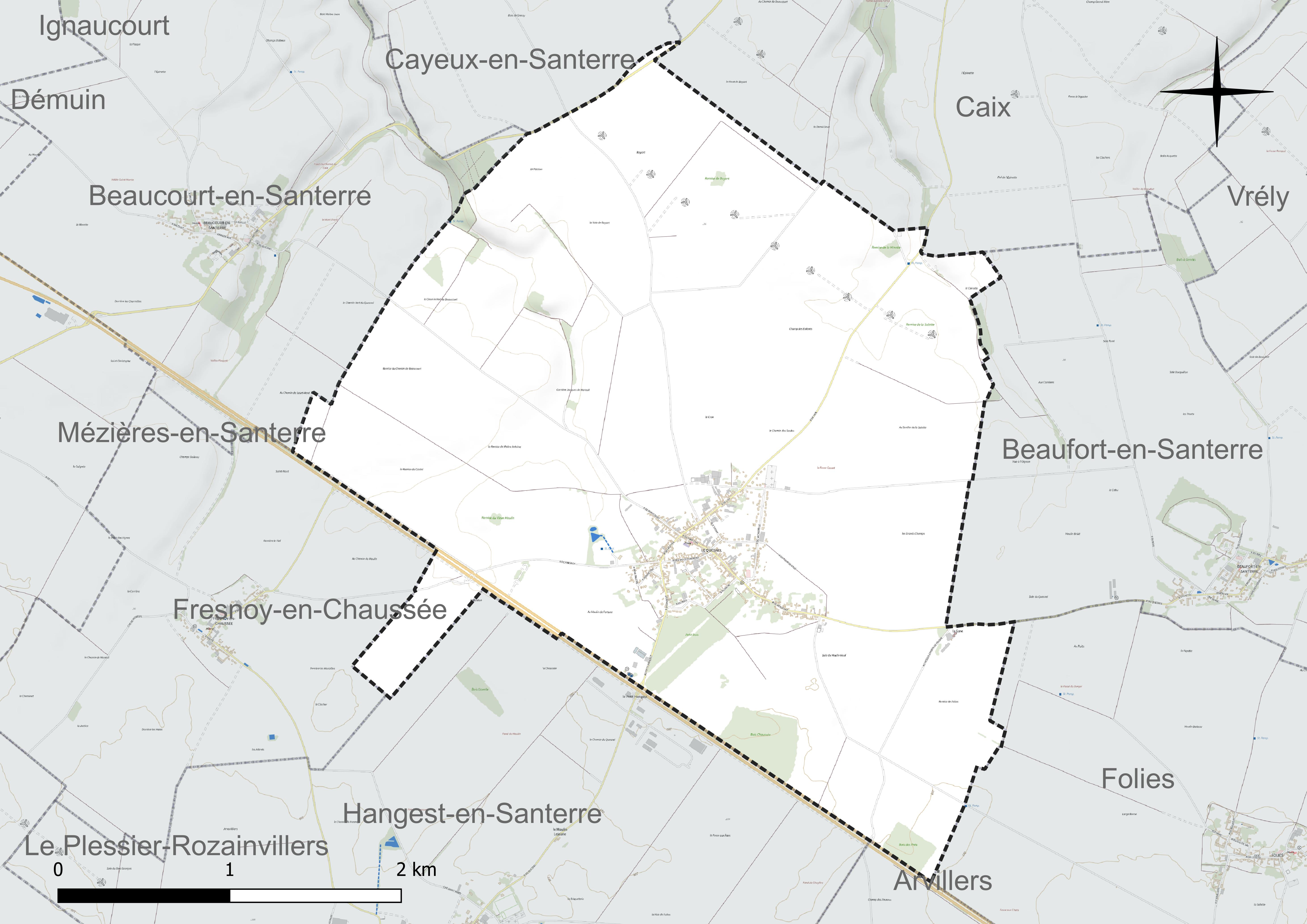
Réseau hydrographique du Quesnel.

### Climat
Pour des articles plus généraux, voir Climat des Hauts-de-France et Climat de la Somme.
En 2010, le climat de la commune est de type climat océanique dégradé des plaines du Centre et du Nord, selon une étude du CNRS s'appuyant sur une série de données couvrant la période 1971-2000. En 2020, Météo-France publie une typologie des climats de la France métropolitaine dans laquelle la commune est exposée à un climat océanique et est dans la région climatique Nord-est du bassin Parisien, caractérisée par un ensoleillement médiocre, une pluviométrie moyenne régulièrement répartie au cours de l'année et un hiver froid (3 °C).
Pour la période 1971-2000, la température annuelle moyenne est de 10,2 °C, avec une amplitude thermique annuelle de 14,5 °C. Le cumul annuel moyen de précipitations est de 674 mm, avec 11,4 jours de précipitations en janvier et 8,6 jours en juillet. Pour la période 1991-2020, la température moyenne annuelle observée sur la station météorologique la plus proche, située sur la commune de Rouvroy-en-Santerre à 6 km à vol d'oiseau, est de 10,8 °C et le cumul annuel moyen de précipitations est de 635,8 mm,. Pour l'avenir, les paramètres climatiques de la commune estimés pour 2050 selon différents scénarios d'émission de gaz à effet de serre sont consultables sur un site dédié publié par Météo-France en novembre 2022.

## Urbanisme

### Typologie
Au 1er janvier 2024, Le Quesnel est catégorisée bourg rural, selon la nouvelle grille communale de densité à sept niveaux définie par l'Insee en 2022.
Elle est située hors unité urbaine. Par ailleurs la commune fait partie de l'aire d'attraction d'Amiens, dont elle est une commune de la couronne,. Cette aire, qui regroupe 369 communes, est catégorisée dans les aires de 200 000 à moins de 700 000 habitants,.

### Occupation des sols
L'occupation des sols de la commune, telle qu'elle ressort de la base de données européenne d'occupation biophysique des sols Corine Land Cover (CLC), est marquée par l'importance des territoires agricoles (93,9 % en 2018), une proportion sensiblement équivalente à celle de 1990 (94,3 %). La répartition détaillée en 2018 est la suivante : 
terres arables (88,5 %), zones urbanisées (5,7 %), zones agricoles hétérogènes (5,3 %), zones industrielles ou commerciales et réseaux de communication (0,4 %). L'évolution de l'occupation des sols de la commune et de ses infrastructures peut être observée sur les différentes représentations cartographiques du territoire : la carte de Cassini (XVIIIe siècle), la carte d'état-major (1820-1866) et les cartes ou photos aériennes de l'IGN pour la période actuelle (1950 à aujourd'hui).

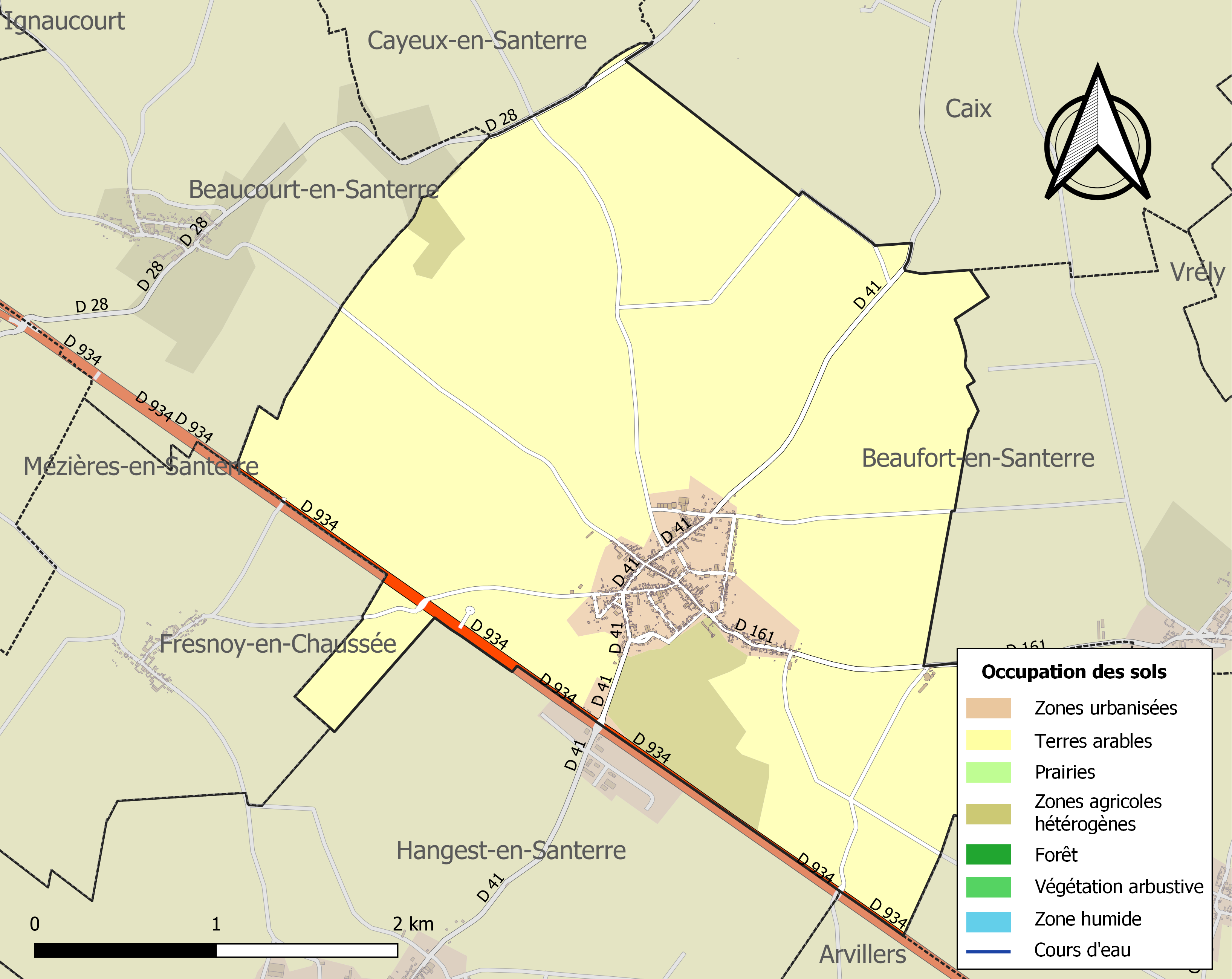
Carte des infrastructures et de l'occupation des sols de la commune en 2018 (CLC).

### Habitat
La commune présente un habitat groupé.

### Voies de communication et transports
Le bourg rural du Quesnel est situé à proximité de l'ex-route nationale 334 (actuelle RD 934) (Amiens - Noyon) donnant accès à Roye à l'autoroute A1. L'A29best accessible à Villers-Bretonneux ou Estrées-Deniécourt.
En 2019, la localité est desservie par les lignes d'autocars du réseau Trans'80, Hauts-de-France, tous les jours sauf le dimanche et les jours fériés (ligne no 40, Roye - Hangest-en-Santerre - Amiens).

## Toponymie
Le village est attesté avec la graphie Caisnel en 1150.
On trouve plusieurs formes pour désigner Le Quesnel dans les textes anciens : Cisnetel (1105), Kaisnoi, Kaisniax, Caisneel (1301), Kaisnel, Le Quesnel (1384), Quesnel-en-Sangters (1395).
Il s'agit de la forme normando-picarde d'un diminutif en -el(lu) du nom du chêne, quesne en picard / normand, soit « jeune chêne ». C'est l'équivalent du français Chesneau, porté comme patronyme.
La graphie Caisn- est conforme à l'étymologie du mot *CASSANU > *CASSINU, terme d'origine gauloise, peut-être basé sur un thème cassi- « enchevêtré » (cf. irlandais cas) sans certitude cependant. Le mot n'a pas de correspondant en celtique insulaire ni dans les autres langues indo-européennes,,.
Les gens du pays appelaient leur village en picard Tchiny.
Homonymie avec le Quesnel-Aubry (Oise, Kesneel 1133, Caisneel 1164).

## Histoire
L'existence de muches (souterrains-refuges) rend probable une installation humaine in situ, dès l'époque gauloise, avant l'invasion romaine.

### Antiquité
Dans le voisinage du château, des pièces romaines (l'une d'elles représente Antonin le Pieux, empereur en 138) et une statue en bronze de Constantin ont été retrouvées, permettant de supposer l'existence d'une présence humaine à l'époque gallo-romaine, ce qui est rendu probable par la situation du lieu près de la  voie romaine (via Agrippa de l'Océan) reliant Lugdunum (Lyon) à 
Gesoriacum (Boulogne-sur-Mer) qui correspond à l'ex-route nationale 334.

### Moyen Âge
Le nom de Quesnel figure dans la charte de fondation de l'abbaye de Saint-Fuscien de 1105. Les fondations de Robert du Quesnel, en faveur de son pays, ne datent que du XIIIe siècle.

### Époque moderne
Les muches du Quesnel creusés à une dizaine de mètres en dessous du niveau du sol étaient encore fréquentées au XVIIIe siècle. Elles se composaient de 62 chambres de forme rectangulaire d'une superficie de 4 m2 environ, certaines cellules servant de silo.

### Époque contemporaine

#### XIXe siècle
La commune est desservie de 1889 à la fin des années 1940 par la ligne de chemin de fer secondaire à voie métrique des chemins de fer départementaux de la Somme reliant Albert à Montdidier, avec la gare du Quesnel - Beaufort, facilitant les déplacements des voyageurs et le transport des produits agricoles du Santerre.

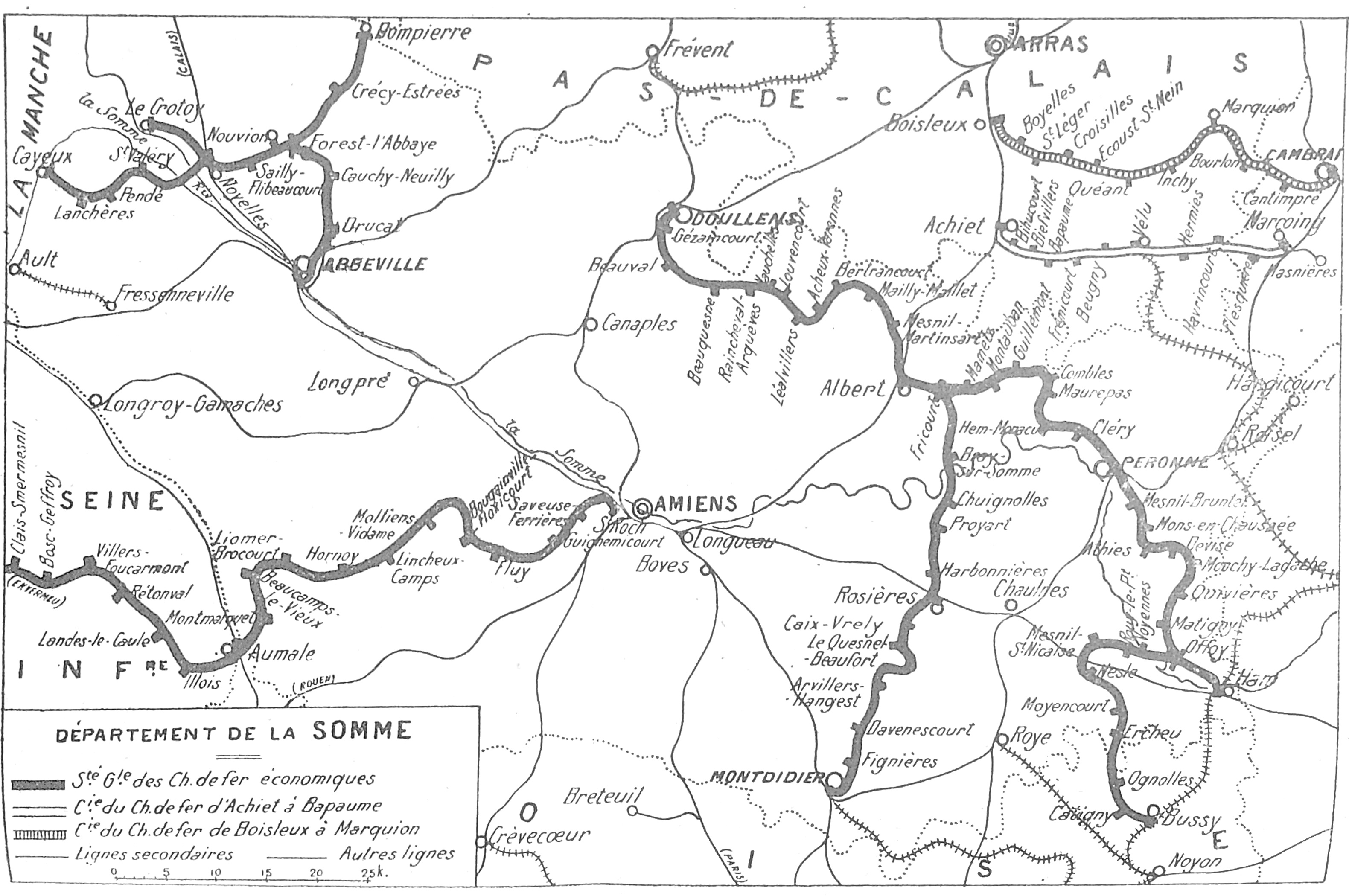
Le réseau des chemins de fer départementaux de la Somme en 1928.

#### Première Guerre mondiale
Le village s'est trouvé dans la zone des combats de la Première Guerre mondiale. Le château fut occupé dès le 31 août 1914 par un état-major allemand. Après la bataille de la Marne, Le Quesnel se trouva en arrière du front,, jusqu'au printemps 1918. Un chemin de fer militaire à voie étroite du système Péchot fut utilisé par l'armée pour alimenter le front, notamment pour les besoins de l'artillerie,.
L'armée allemande lance alors l'offensive du printemps sur le front occidental, et notamment l'opération Michael, qui débute 21 mars 1918, au cours de laquelle elle conquiert  en une semaine tout le territoire de la Somme et en particulier le Santerre jusque Montdidier, Villers-Bretonneux et Le Hamel. Le Quesnel est occupée par les Allemands, le 27 mars 1918. Cette reconquête est stoppée devant Villers-Bretonneux le 5 avril 1918.
La bataille d'Amiens débute le 8 août 1918 et dura jusqu'au 11 août. Mené par des bataillons de chars d'assaut, le premier jour de la bataille fut qualifié par le général allemand Ludendorff de « jour de deuil de l'armée allemande » : les Canadiens ont ainsi avancé de treize kilomètres, les Australiens de onze kilomètres, les Français de huit kilomètres, et les Britanniques, de trois kilomètres. Les Canadiens du 75e bataillon d'infanterie canadien libérèrent le village le 9 août,.

#### Entre-deux-guerres
À l'issue de la guerre, Le Quesnel a subi d'importants dommages de guerre. Le village est décoré de la Croix de guerre 1914-1918 le 3 novembre 1920.

#### Fin du XXe siècle
Le mercredi 18 juin 1980 a été volée la statue Notre-Dame-Auxiliatrice en bois polychrome et mesurant 108 cm de haut sur 35 cm de large. Elle n'a jamais été retrouvée.

## Politique et administration

### Rattachements administratifs et électoraux
La commune se trouve dans l'arrondissement de Montdidier du département de la Somme. Pour l'élection des députés, elle fait partie depuis 2012 de la quatrième circonscription de la Somme.
Elle fait partie depuis 1801 du canton de Moreuil, qui a été modifié et agrandi dans le cadre du redécoupage cantonal de 2014 en France.

### Intercommunalité
La commune était membre de la communauté de communes du canton de Moreuil, créée par un arrêté préfectoral du 4 décembre 1992 et renommée communauté de communes Avre Luce Moreuil (CCALM) par arrêté préfectoral du 6 mai 1996.
Dans le cadre des dispositions de la loi portant nouvelle organisation territoriale de la République du 7 août 2015, qui prévoit que les établissements publics de coopération intercommunale (EPCI) à fiscalité propre doivent avoir un minimum de 15 000 habitants, la préfète de la Somme propose en octobre 2015 un projet de nouveau schéma départemental de coopération intercommunale (SDCI) prévoyant la réduction de 28 à 16 du nombre des intercommunalités à fiscalité propre du département.
Après des hypothèses de regroupement des communautés de communes du Grand Roye (CCGR), du canton de Montdidier (CCCM), du Santerre et d'Avre, Luce et Moreuil, la préfète dévoile en octobre 2015 son projet qui prévoit la « des communautés de communes d'Avre Luce Moreuil et du Val de Noye  », le nouvel ensemble de 22 440 habitants regroupant 49 communes,. À la suite de l'avis favorable des intercommunalités et de la commission départementale de coopération intercommunale en janvier 2016 puis des conseils municipaux et communautaires concernés, la fusion est établie par un arrêté préfectoral du 22 décembre 2016, qui prend effet le 1er janvier 2017.
La commune est donc désormais membre de la communauté de communes Avre Luce Noye (CCALN).

### Liste des maires
| Période                                  | Période                   | Identité          | Étiquette | Qualité                                                                 |
| ---------------------------------------- | ------------------------- | ----------------- | --------- | ----------------------------------------------------------------------- |
| Les données manquantes sont à compléter. |                           |                   |           |                                                                         |
| mars 1989                                | 1995                      | André Rigolle     |           |                                                                         |
| juin 1995                                | 2014                      | Jean-Marie Pautre |           | Président du Trait Vert[Quand ?] Vice-président de la CCALM ( ? → 2014) |
| avril 2014                               | mai 2020                  | Isabelle Wu       | UMP → LR  | Chef d'entreprise                                                       |
| mai 2020                                 | En cours (au 4 juin 2020) | Brice Chantrelle  |           |                                                                         |

## Population et société

### Démographie
L'évolution du nombre d'habitants est connue à travers les recensements de la population effectués dans la commune depuis 1793. Pour les communes de moins de 10 000 habitants, une enquête de recensement portant sur toute la population est réalisée tous les cinq ans, les populations de référence des années intermédiaires étant quant à elles estimées par interpolation ou extrapolation. Pour la commune, le premier recensement exhaustif entrant dans le cadre du nouveau dispositif a été réalisé en 2004.

En 2022, la commune comptait 780 habitants, en évolution de −2,26 % par rapport à 2016 (Somme : −1,26 %, France hors Mayotte : +2,11 %).
| 1793  | 1800  | 1806  | 1821  | 1831  | 1836  | 1841  | 1846  | 1851  |
| ----- | ----- | ----- | ----- | ----- | ----- | ----- | ----- | ----- |
| 1 284 | 1 339 | 1 375 | 1 276 | 1 286 | 1 257 | 1 274 | 1 296 | 1 313 |

| 1856  | 1861  | 1866  | 1872  | 1876  | 1881  | 1886  | 1891  | 1896  |
| ----- | ----- | ----- | ----- | ----- | ----- | ----- | ----- | ----- |
| 1 285 | 1 329 | 1 293 | 1 260 | 1 257 | 1 223 | 1 200 | 1 201 | 1 128 |

| 1901 | 1906 | 1911 | 1921 | 1926 | 1931 | 1936 | 1946 | 1954 |
| ---- | ---- | ---- | ---- | ---- | ---- | ---- | ---- | ---- |
| 977  | 949  | 926  | 738  | 757  | 684  | 665  | 630  | 642  |

| 1962 | 1968 | 1975 | 1982 | 1990 | 1999 | 2004 | 2006 | 2009 |
| ---- | ---- | ---- | ---- | ---- | ---- | ---- | ---- | ---- |
| 569  | 562  | 480  | 409  | 436  | 540  | 643  | 664  | 703  |

| 2014 | 2019 | 2022 | - | - | - | - | - | - |
| ---- | ---- | ---- | - | - | - | - | - | - |
| 792  | 780  | 780  | - | - | - | - | - | - |

Les habitants sont appelés Quesnellois.

### Enseignement
Les enfants sont scolarisés au sein d'un regroupement pédagogique intercommunal qui regroupe les communes de Bouchoir et du Quesnel. Il accueille dans le village les enfants de maternelle et de primaire, soit 150 élèves en 2012.
En 2019, le regroupement concerne les communes de Bouchoir, Le Quesnel, Warvillers, Beaufort et Folies, organisées en regroupement pédagogique intercommunal (RPI) pour la gestion de l'enseignement primaire local.
Un service de transport scolaire assure la liaison entre les villages.

## Économie

### Activités économiques et de services
L'activité dominante de la commune reste l'agriculture.

## Culture locale et patrimoine

### Lieux et monuments
- L'église Saint-Léger, en brique, du XIXe siècle[58], elle mesure 45 m de long, 18 m de large. Son clocher culmine à 50 m.

L'ancienne église du Quesnel étant devenue trop petite pour la population de la paroisse et nécessitant d'importantes réparations, Élise Blin de Bourdon décida de financer la construction d'une église neuve. Elle fut commencée en 1858 et terminée en 1861. Son architecte fut l'amiénois Victor Delefortrie. Le mobilier, essentiellement de Aimé et Louis Duthoit, en fut, pour une grande part, financé par le curé de la paroisse, à l'époque, l'abbé Hurdequint. Cet édifice fut donné ensuite à la commune par sa commanditaire.
On remarque à l'intérieur un lutrin en fer forgé, de la fin du XVIIIe siècle et une vierge à l'enfant à l'oiseau et au raisin en bois polychrome, du XVIe siècle.
- Chapelle Notre-Dame-l'Auxiliatrice. La chapelle primitive datait de 1811. Une nouvelle chapelle de dévotion est édifiée en 1867[63].

- Le château, construit tout en pierre, au-dessus de souterrains-refuges (appelés localement « muches ») découverts en 1749[64]. Des pierres et une partie des souterrains apparaissent parfois lors d'effondrements dus aux précipitations importantes[65].

Cet édifice fut élevé en 1753 par Jean Baptiste Barthelemy Le Fort, écuyer, seigneur du Quesnel et Saint Mard, mort en 1767. Il ne comportait alors qu'un étage sur rez-de-chaussée, avec avant-corps central surmonté d'un fronton triangulaire. En 1853, son descendant, Marie Louis Charles Blin de Bourdon (1809-1869), maire du Quesnel, conseiller général du canton de Moreuil, le fit surélever d'un étage. Endommagé pendant la Première Guerre mondiale, le château fut ensuite restauré et dispose d'un parc.
En décembre 2018, le château est ravagé par les flammes.

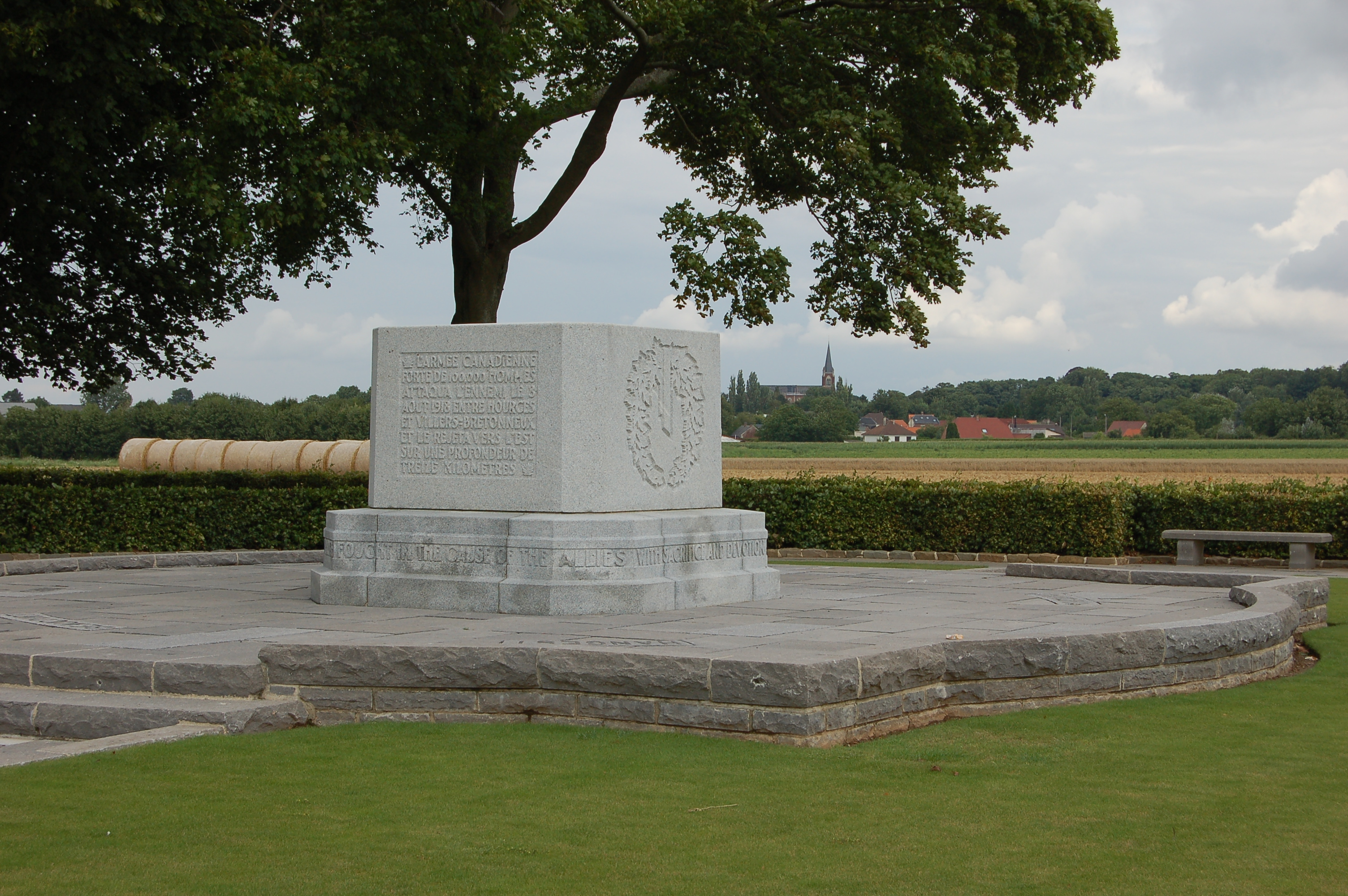
Le mémorial canadien.

- Mémorial canadien, situé au bord de la RD 934 et érigé en hommage aux exploits accomplis par le Corps canadien lors de la bataille d'Amiens du 8 au 11 août 1918, durant la Première Guerre mondiale[35].

Le monument porte une plaque ainsi rédigée :
L'Armée canadienne forte de 100 000 hommes  attaqua l'ennemi le 8 aout 1918 entre Domart-sur-la-Luce (hameau d'Hourges) et Villers-Bretonneux et le rejeta vers l'est sur une profondeur de treize kilomètres.
- Cimetière militaire britannique du Quesnel (Le Quesnel Communal cemetery extension), de 66 tombes (54 canadiens et 12 britanniques), dont 6 aviateurs de la RAF tués pendant la Seconde Guerre mondiale. Il a été édifié par les canadiens après la prise du village le 9 août 1918 par le 75e bataillon d'infanterie canadien[69].

- Cimetière militaire britannique Hillside cemetery, situé à l'extérieur du village, sur le territoire de la commune Quesnel. Il contient cent huit tombes, principalement des soldats canadiens tombés en août 1918, lors de la capture du village, le 9 août 1918, par le 75e bataillon d'infanterie canadien[70].

### Personnalités liées à la commune
- Alexis Arnaud Geoffroy Thory (né en 1811 et mort en 1879 au Quesnel), capitaine d'infanterie au 22e de ligne, chevalier de la Légion d'honneur en 1860[71].
- Harold James Ross (né en 1898 à Toronto, décédé au Quesnel le 9 août 1918), soldat canadien tombé pendant la bataille d'Amiens[72].
- Louis-Alexandre Blin de Bourdon, propriétaire du château du Quesnel, député de la Somme (1815-1816, 1823-1837 et 1837-1849), préfet de l'Oise puis du Pas-de-Calais, conseiller-général du canton de Moreuil en 1848-1849, chef d'état-major de la Garde nationale de la Somme[73].
- Marie Alexandre Raoul Blin de Bourdon, propriétaire du château du Quesnel, petit-fils du précédent, député de la Somme de 1871 à 1893[74].
- Albert Hirsch, sculpteur demeurant au Quesnel.

### Dicton
Un dicton populaire, tout à l'honneur du bon naturel des habitants, a eu son heure de gloire au début du XXe siècle :
« Ché tchiens d'Tchiny aboètent, mais n'mordent point. »
(Les chiens du Quesnel aboient, mais ne mordent pas.)

## Pour approfondir